# Жінка, що неймовірно зменшується
«Жінка, що неймовірно зменшується» (англ. The Incredible Shrinking Woman) — американська науково-фантастична комедія 1981 року, знята Джоелем Шумахером (в його режисерському дебюті) за сценарієм Джейн Вагнер, у головних ролях Лілі Томлін, Чарльз Гродін, Нед Бітті, Джон Гловер та Елізабет Вілсон. Пародія на науково-фантастичний фільм 1957 року «Людина, що неймовірно зменшується», заснований на романі Річарда Метісона 1956 року «Людина, що зменшується». Оригінальна музика була створена Сюзанною Сіані.

## Сюжет
Пет Крамер з Tasty Meadows — звичайна приміська домогосподарка і мати двох дітей. Її чоловік Венс працює рекламним менеджером. Після впливу експериментальних парфумів та інших хімічних речовин від компанії її чоловіка вона починає зменшуватися, спочатку поступово, потім швидко.
Минуло кілька тижнів, і Пат зменшилася до зросту своїх дітей. Зрештою, вона стає своєрідною знаменитістю, з'являючись на шоу Майка Дугласа, і завойовує серця американців. Незабаром її зріст стає меншим за фут, що змушує її переїхати до лялькового будиночка.
Пат викрадає група божевільних вчених, які роблять вигляд, що вона загинула в кухонному сміттєпроводі. Вони планують зменшити всіх у світі, проводячи над нею експерименти, щоб дізнатися її таємницю. За допомогою доброго молодого доглядача лабораторії та суперрозумної горили на ім'я Сідні їй вдається втекти.
Розповідаючи про свою втечу натовпу людей, вона продовжує зменшуватися, прощаючись, поки не стає мікроскопічного розміру. Зникнувши з поля зору, вона знову вважається мертвою, але насправді вона падає в калюжу розлитої побутової хімії, яка повертає їй початковий розмір. Після повернення додому, коли вона святкує своє повернення до нормального розміру, вона помічає, що її обручка тепер затісна, а нога розпирає туфлю, що свідчить про те, що вона, можливо, все ще росте.

## Виробничі нотатки
Лілі Томлін грає чотирьох персонажів у цьому фільмі: головну героїню Пет Крамер, її сусідку Джудіт Біслі (персонаж, взятий з живих шоу Томлін), персонажів Томлін «Laugh-In» Ернестін (телефоністку) та Едіт Енн (маленьку дівчинку, яку можна побачити лише в телевізійній версії фільму).
У фільмі Лілі Томлін возз'єдналася з колегою по акторському складу Laugh-In Генрі Гібсоном.
Раніше Лілі Томлін та Елізабет Вілсон з'являлися разом у фільмі «Від 9 до 5» як Вайолет Ньюстед та Роз Кіт.
Рік Бейкер, який у фільмі грає горилу Сідні, був першим лауреатом премії «Оскар» за найкращий грим для фільму «Американський перевертень у Лондоні», коли ця категорія була вперше введена в 1981 році. Про кар'єру Бейкера, особливо про його раннє захоплення горилами та його роботу в трьох фільмах з їх участю, розповідається в телевізійному документальному фільмі «Горили: первинний контакт».
Актор Дік Вілсон грає метушливого менеджера супермаркету — дуже схожого на свого знаменитого персонажа з телевізійної реклами тканин Charmin: Містер Віппл.
Сценарист фільму Джейн Вагнер є дружиною Томліна та частою співавторкою.
Основні зйомки фільму розпочалися в лютому 1979 року під керівництвом Джона Лендіса, але через кілька днів були призупинені через проблеми з бюджетом. Виробництво було відновлено 13 серпня 1979 року, коли Лендіс замінив Джоел Шумахер.
За словами Лендіса, до епізоду Shock Waves Podcast він хотів, щоб у кінотеатрах з'явився трейлер «за рік до виходу „Жінки, що зменшується“» із зображенням Альфреда Хічкока в силуеті. У трейлері Хічкок говорить на камеру: «Доброго вечора, тут, у студії Universal у Голлівуді, триває робота над потенційно найважливішим фільмом усіх часів — „Жінка, що неймовірно зменшується“ з Лілі Томлін у головній ролі». У цей момент Хічкок відривав руки від столу, і під ними з'являвся мініатюрна Томлін.
Актриса Джулі Браун зазначила, що Томлін, побачивши виступ Браун наживо, дав їй її першу роль у фільмі, залучивши її до цього фільму, таким чином вона отримала право стати членом Гільдії кіноакторів. Зрештою її роль звели до кількох секунд екранного часу без розмови.

## Відгуки
Фільм отримав переважно негативні відгуки критиків. На агрегаторі рецензій Rotten Tomatoes рейтинг схвалення фільму становить 27 % на основі 11 рецензій із середньою оцінкою 4,2/10.
Після виходу на екрани Вінсент Кенбі в газеті The New York Times назвала фільм: «приємно кумедною варіацією класичного науково-фантастичного фільму Джека Арнольда 1957 року „Людина, що неймовірно зменшується“, яка була заснована на романі Річарда Метісона „Людина, що зменшується“», і продовжила далі, що фільм був «стриманою комедією, яка блукає від однієї комічної ідеї до іншої з дещо неспокійною манерою коміка з нічного клубу, який виконує нову імпровізацію. Це вдається уривками, розділеними довгими латками, які більше вражають своєю доброзичливістю, ніж дотепністю». Щодо сценарію Джейн Вагнер він писав: «Міс Вагнер має великий талант до монологів, скетчів і дивакуватих персонажів, які зробили „Нічну появу міс Томлін“ такою пам'ятною на Бродвеї, але не до створення стійкої комічної оповіді».
Роджер Еберт з Chicago Sun-Times був більш захоплений, описавши його так: «приголомшливий фільм для дітей та підлітків. Сумний факт часу, в якому ми живемо, полягає в тому, що будь-який фільм навіть з помірними амбіціями повинен стати блокбастером — і що „сімейні фільми“, за рідкісними винятками, безглузді, невинні та нудні. Але „Жінка, що неймовірно зменшується“ не є безглуздою, іноді вона до біса пізнавальна і лише періодично буває нудною». Еберт зауважив, що фільм був: «також смішний у своєму візуальному підході, показуючи нам світ передмістя, в якому все зроблено в огидно веселих кольорах і всі, навіть телеведучий, носять персикові блейзери. Америка в цьому фільмі виглядає як гігантська кольорова діаграма», але в підсумку зауважив, що хоча фільм і досяг успіху на кількох рівнях, він робить це «так і не прорвавшись до рівня справді натхненної комедії».

## Домашні медіа
«Жінка, що неймовірно зменшується» був випущений у форматі pan-and-scan на VHS студією Universal 13 липня 1994 року. 4 листопада 2009 року під банером Universal Vault Series було запропоновано неосвоєний низькоякісний DVD-випуск (виготовлений на вимогу з використанням записуваних носіїв DVD-R) у широкоформатному анаморфотному форматі 16:9.
Пізніше він був випущений Shout! Factory як «Колекційне видання» Blu-ray 14 листопада 2017 року з оновленою передачею, а також містить інтерв'ю та видалену сцену з Едіт Енн, персонажем, яку також грає Томлін.